# Danh sách nghệ sĩ nhạc dance-pop
Dưới đây là danh sách các nghệ sĩ dance-pop đáng chú ý.
| - 1TYM - 2NE1 - 2PM - 2AM - 2Bic - 3OH!3 - 4Minute - 4Men - 5Dolls - A-Jax (ban nhạc) - A Pink - Aaron Carter - Adam Lambert - After School - Agnes Carlson - Akon - Amanda Anggraeni - Ashley Tisdale - ABC - Ace of Base - Alanis Morissette - Alison Limerick - Almighty - All Saints - Anastacia - Andania Suri - Anggita Puteri - Aqua - Avril Lavigne - Ayushita - B1A4 - Backstreet Boys - Bananarama - B.A.P - Bea Binene - BEAST - Beck - Bel Amour - Beyoncé - Big Bang - Big Time Rush - Billy Ocean - Block B - The Black Eyed Peas - BoA - Boyfriend - Brave Girls - Britney Spears - Brown Eyed Girls - BtoB - B.O.B - Callalily - Calvin Harris - Carly Rae Jepsen - Cascada - Celine Dion - Chayanne - Cher - Cher Lloyd - Chery Cole - CHI CHI - Children Of Empire: See ZE:A - Chocolat - Chris Brown - Christina Aguilera - Miley Cyrus - Cobra Starship - Co-Ed School - Colby O'Donis - Dahlia Poland - Dal Shabet - David Bowie - David Guetta - Dannii Minogue - Debbie Gibson - Dee-Lite - Demi Lovato - December - Dev - Diana Vickers - Dima Bilan - DJ Sammy - Dream Street - Duran Duran - Ellie Goulding - Elton John - Empire of the Sun (ban nhạc) - Emily Osment - Enrique Iglesias - Enur - Erasure - Eric Saade - Eva Simons - EXID - EXO-K - EXO-M - Epik High - EZ Life - Fans of Jimmy Century - Feel - Fergie - Flo Rida - f(x) - F.Cuz - G.NA - Lady Gaga - George Michael - Girl's Day - Girls' Generation - GP Basic - Gwen Stefani - Selena Gomez - Guns and Roses - G.O.D - Hanson & Davis - Hilary Duff - Havana Brown - HELLOVENUS - Hoàng Thùy Linh - Infinite - Inna - Jasmine V - Jason Derülo - Janet Jackson - Jay Park - JC Chasez - Jennifer Lopez - Jesse McCartney - Jessica Sutta - Jessie J - Jewelry - JLS - Jody Watley - Jordin Sparks - Justin Bieber - Justin Timberlake - Jay Sean - JYJ | - KARA - Karmin - Kate Ryan - Katy B - Katy Perry - Kelly Clarkson - Ke$ha - Kleerup - Kwanza Jones - Kylie Minogue - K.will - Lady Gaga - LED Apple - Lil Mama - Madonna - Maesah Dwi Nugraheni - Marc Anthony - Mariah Carey - Maroon 5 - MBLAQ - Michael Jackson - Mika - Mike Posner - Miley Cyrus - Miranda Cosgrove - miss A - Modern Talking - Momiro Clover Z - MYNAME - Ne-Yo - Nelly Furtado - New kids on the block - Nick Carter - Nicki Minaj - Nicole Scherzinger - Nine Muses - NSYNC - NU'EST - Nu Shooz - One Direction - Orange Caramel - Outasight - Paula Abdul - Paris Hilton - Pet Shop Boys - Peter Andre - P!nk - Pitbull - Prince - PSY - PARAMORE - Queensberry - Rain - Rainbow - Rania - Randy Jackson - Rick Astley - Ricky Martin - Rihanna - Robbie Williams - Ruann - S Club 7 - S Club 8 - Samantha Cole - SECRET - Sekar Hapsari - Shakira - SHINee - Shinhwa - Sia - Simon Curtis - Sistar - Sophie Ellis-Bextor - Sơn Tùng M-TP - Spice Girls - Stacey Q - Steps - Stevie Wonder - Se7en - Selena - Selena Gomez & The Scene - SeeYa - Britney Spears - Speed - Spica - SS501 - Sunny Hill - Super Junior - SuperStars Girl's - Supernova - T-ara - t.A.T.u. - TLC - Taio Cruz - Taylor Dayne - Taylor Swift - Teen Top - Thalía - The Human League - The Pussycat Dolls - The Saturdays - The Wanted - Tina Cousins - The Ting Tings - Thu Minh - TVXQ - TTS(Girl's Generation) - Twice - U-Kiss - US5 - Usher - UNION J - Vengaboys - VIXX - Whitney Houston - Wanessa - Will.i.am - Willie Revillame - Wonder Girls |